# Арзамаський приладобудівний завод
Акціонерне товариство «Арзамаський приладобудівний завод імені П. І. Пландіна» (скорочене найменування - АТ «АПЗ») — російське підприємство, що випускає прилади для авіаційної та космічної галузей, а також продукцію цивільного призначення. Завод розробляє та виробляє гіроскопічні прилади, системи управління, бортові електронно-обчислювальні машини, кермові приводи, контрольно-повірочні комплекси, витратомірну та медичну техніку.
Генеральний директор Андрій Анатолійович Капустін.
Через вторгнення Росії в Україну, підприємство знаходиться під санкціями країн Євросоюзу, США, України та Нової Зеландії.
11 серпня 2025 року дрони СБУ вразили виробничі потужності Арзамаського приладобудівного заводу ім. Пландіна у Нижньогородській області Росії. Завод зокрема виготовляє і складники до крилатих ракет Х-32 та Х-101.

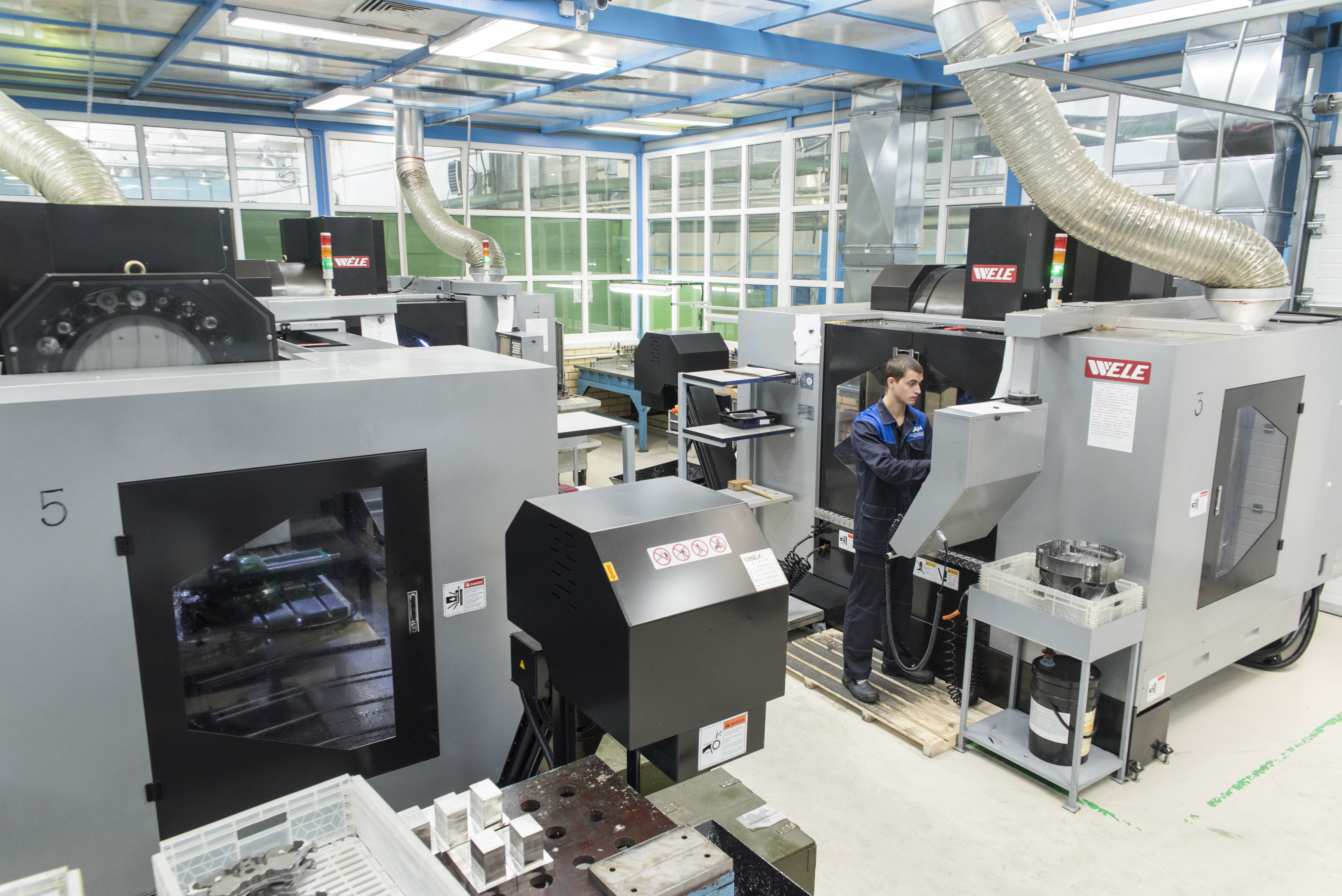
У цеху підприємства.

## Основні показники
Кількість працівників - понад 6 тисяч осіб .
Обсяг виробництва - у 2022 році більш ніж на 13 мільярдів рублів.
Майже 90% продукції виробляється у межах держоборонзамовлення .

## Керівництво
- А. І. Стафєєв (21 вересня 1955 - 1958 рік)
- П. І. Пландін (17 листопада 1958 - 5 жовтня 1987 року)
- Ю. П. Старцев (29 жовтня 1987 - 7 червня 2008 року)
- О. В. Лавричев (7 червня 2008 - 12 січня 2020 року) [8]
- А. А. Капустін (13 січня 2020 - т. ч. )

## Історія підприємства

### Заснування
21 вересня 1955 року міністерство авіаційної промисловості СРСР призначило Олексія Івановича Стафєєва директором підприємства А-161, що будувалося в Арзамасі (майбутній Арзамаський приладобудівний завод). Будівництво розпочалось 4 травня 1956 року.

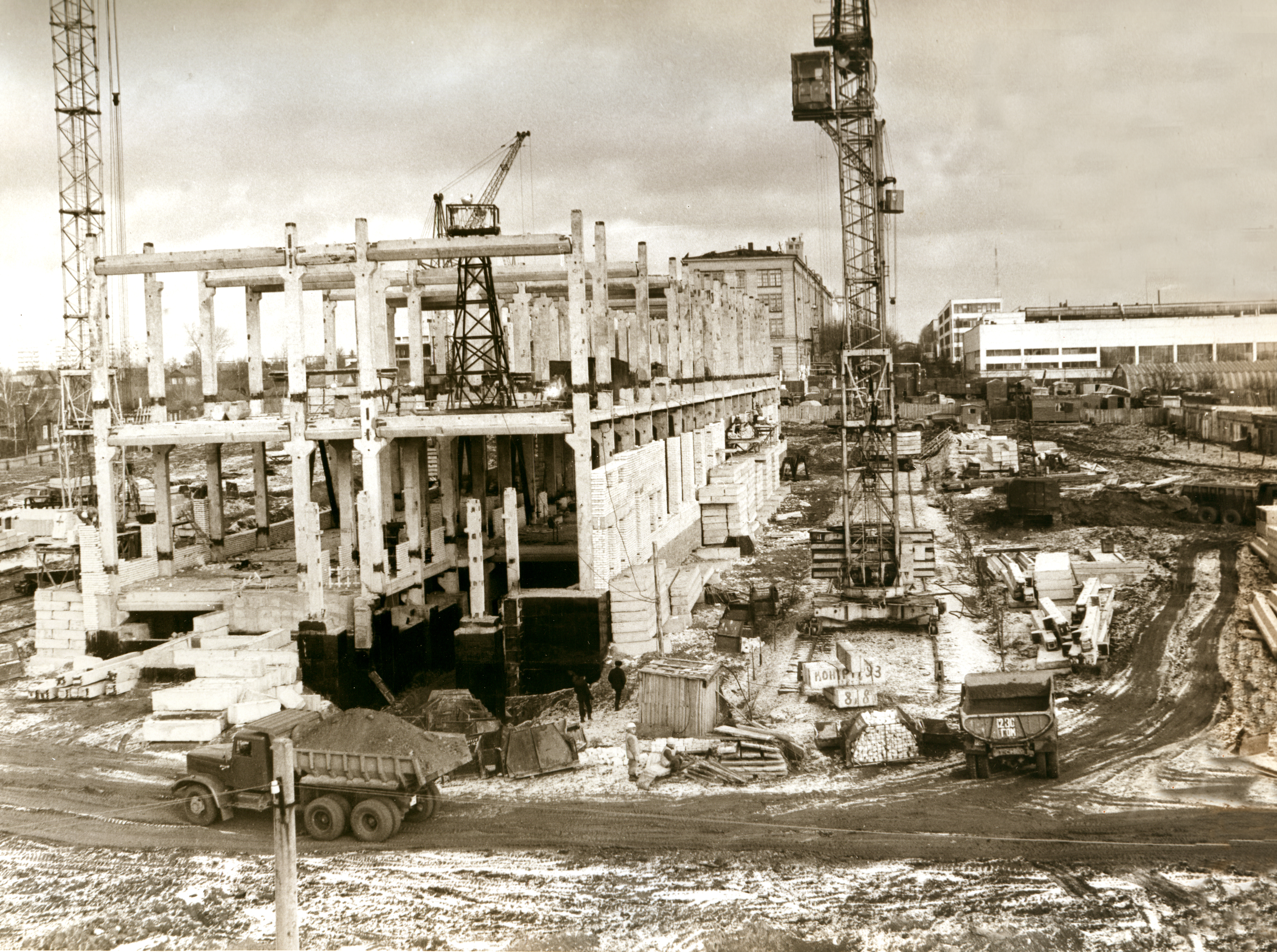
Будівництво Арзамаського приладобудівного заводу

Навесні 1957 року було скорочено Арзамаську область, і її територію приєднано до Горьківської області, у зв'язку з чим заводу, що будувався, передали частину будівель, в яких раніше розміщувалися обласні установи. Завдяки цьому серійний випуск продукції було розпочато вже 22 травня 1957 року. Спочатку завод виробляв електродинамічні ліхтарики (народна назва - «жучок»).
Пізніше було налагоджено випуск фільмоскопів, а наприкінці 1957 року завод став виготовляти індикатори кисню та дистанційні покажчики рідкого кисню. З часом підприємство освоїло випуск об'єднаних роз'ємів крісла льотчика в літаку , відкривши тим самим нову сторінку у своїй історії.

### Пландинська епоха у розвитку АПЗ
17 листопада 1958 року директором заводу став Павло Іванович Пландін. Під його керівництвом було збудовано практично всі заводські корпуси, будівлі приладобудівного технікуму та політехнічного інституту, гуртожитки, піонерський табір, бази відпочинку в Криму, медико-санітарна частина, профілакторій «Морозівський», тринадцять дитячих дошкільних закладів, житлові мікрорайони, створено агроцех - колективне господарство (колгосп) «Морозівський». Пізніше за заслуги перед містом Пландіну було надано звання «Почесний громадянин міста Арзамаса» , а одну з вулиць назвали його ім'ям . У 2011 році ім'я Пландіна було присвоєно Арзамаському приладобудівному заводу .
У 1960-х роках під керівництвом Пландіна завод освоїв випуск приладів для авіаційної промисловості, у тому числі гіроскопів, були організовані ОКБ гіроскопії та філія заводу у робочому селищі Шатки.
1972 року заводу було присвоєно ім'я 50-річчя СРСР. У тому ж році Державний знак якості СРСР був присвоєний позиційному манометру МП-600 і магнітофону "Легенда-404" , що вироблявся Арзамаським приладобудівним заводом.
Спільно з Інститутом кібернетики АН УРСР було розроблено біоелектричний стимулятор «Міотон» . У 1977 році розроблено унікальну інерційну систему та серію малогабаритних установок числового програмного управління («Базис НШ-222», «Модуль НШ-221», «Модуль НШ-222») . У 1985 році завод був нагороджений дипломом І ступеня ВДНГ СРСР за комплекс засобів автоматизації механооброблення.

### Конверсія виробництва у 80-ті
У 1987 році директор заводу П. І. Пландін помер , і підприємство очолив Юрій Павлович Старцев .
Наприкінці 1980-х — на початку 1990-х років підприємство опинилося на межі зупинки. Через скорочення військових витрат завод буквально за кілька місяців знизив обсяг продукції, що вироблялась на 40%. Знадобилося термінове перепрофілювання виробництва .
У 2003 року підприємству вручено премію «Російський національний Олімп» у номінації «Промисловість. Виробництво». За інноваційну та інвестиційну діяльність, впровадження передових технологій та досягнення високої якості продукції АПЗ нагороджений Штандартом губернатора Нижегородської області .

### Розвиток у нових реаліях
З червня 2008 року генеральним директором підприємства став Олег Веніамінович Лавричев .
З 16 травня 2015 року форма власності підприємства змінилася на Акціонерне товариство «Арзамаський приладобудівний завод імені П. І. Пландіна» (скорочено: АТ «АПЗ» ).
13 січня 2020 року генеральним директором підприємства призначений Андрій Анатолійович Капустін.
21 березня 2022 року підприємство увійшло до складу АТ Корпорація «Тактичне ракетне озброєння» (скорочено: КТРВ).